# 石黒征三
石黒 征三（いしぐろ せいぞう、1943年11月15日 - ）は日本の実業家。アルプス電気グループの現アルパイン株式会社代表取締役会長。山形県出身。電気部品メーカーの最大手のアルプス電気の創業者である片岡勝太郎の子息で2代目代表取締役社長・片岡政隆と義兄弟である。

## 略歴
- 六甲高校卒業
- 早稲田大学法学部卒業
- 1972年12月 -　パイオニア株式会社　退職
- 1973年1月  -　アルプス電気株式会社　入社
- 1978年11月 -　アルパイン取締役（同年、アルプス電気の100%子会社となった）
- 1982年6月  -　アルプス電気株式会社　取締役
- 1988年6月  -　アルパイン株式会社　代表取締役副社長
- 1997年6月  -　アルパイン株式会社　代表取締役社長
- 2010年6月  -　アルパイン株式会社　代表取締役会長
- 2010年11月  -　いわき稲門会会長
- 2012年6月 -　アルパイン株式会社　取締役会長
- 2013年6月 -　アルパイン株式会社　取締役会長退任